# 日本製麻
日本製麻株式会社（にほんせいま）は、 富山県砺波市に本店、神戸市東灘区に本社を置く黄麻製品・包装資材などの輸出入・製造を行なう商社。東京証券取引所スタンダード市場に上場している。コメ麦用麻袋では、5割のシェアを持つ。担当監査法人はなぎさ監査法人。
食品事業も主力事業の一つで、1928年に、日本で初めての国産スパゲッティを製造した「ボルカノ」が、現在の日本製麻株式会社ボルカノ食品事業部である。日本最古のパスタメーカーとして、スパゲッティの生産を北陸工場で行なっているほか、日本パスタ協会にも加盟している。直営のレストラン「パスタハウス ボルカノ」を北陸・近畿地方に9店舗展開している。

## 沿革
- 1918年 - 中越製布株式会社設立。
- 1947年2月 - 中越紡織株式会社として設立。
- 1949年5月 - 東京証券取引所に上場。
- 1959年5月 - 日本製麻株式会社に社名変更。
- 1961年5月 - 兵庫工場完成。
- 1969年
  - 2月 - 富山第2工場完成。
  - 9月 - タイ・バンコク市に現地法人事務所を開設。
- 1971年11月 - 食品事業部発足。ボルカノ食品事業部関西工場完成。
- 1980年1月 - タイ国工場をオリエンタルジュートミルに社名変更。
- 1985年3月 - 水産事業部発足。和歌山県白浜町にて鮎養殖を開始。
- 1986年6月 - 外食産業に進出。スパゲッチハウス（パスタ専門店）の第１号店開店。
- 1988年4月 - 富山県砺波市にゴルフ練習場設備完成。
- 1990年12月 - ホテル「ニチマ倶楽部」営業開始。
- 1991年
  - 2月 - タイの関連会社サハキット・ウィサーン・カンパニーリミテッドにて自動車用フロアマット生産開始。
  - 4月 - 富山県婦負郡八尾町（現・富山市）にて「八尾魚の公園」営業開始。
- 1993年3月 - 富山県砺波市にパスタおよびレトルトソースの北陸工場完成。
- 1997年3月 - 関連会社サハキット・ウィサーン・カンパニーリミテッドを子会社化。
- 2010年3月 - ホテル「ニチマ倶楽部」閉鎖。
- 2012年3月 - 水産事業（鮎養殖）廃止。
- 2022年 - ゴーゴーカレーグループが筆頭株主になった[3]。
- 2023年
  - 4月6日 - ゴーゴーカレーグループ創業者で取締役会長の宮森宏和が代表取締役社長に就任した[4]。
  - 8月21日 - 宮森宏和代表取締役社長が解職（代表取締役より取締役へ）され、代表取締役副社長の山村貴伸が代表取締役社長に昇格した[5][6]。
  - 8月29日 - 宮森がインサイダー取引規制に違反した疑いがあるとして、特別調査委員会を設置すると発表した[7]。関係者によると、ゴーゴーカレーが同月21日までに日本製麻株を買い増した行為が、未公表情報を踏まえた疑いがある[8]。
  - 11月22日 - 特別調査委員会の報告を受領したと発表。株式取得は「インサイダー取引に該当する疑惑を生じさせるもの」と問題点を指摘した[9]。
  - 11月29日 - 報告内容を受け、再発防止策を発表するとともに、宮森宏和取締役に辞任勧告[10][11]。
- 2024年2月21日 - 宮森宏和が取締役を辞任[12]。

## 主な事業内容

### 産業資材事業
- 黄麻製品：ジュート及びケナフを原料とした、林業用、園芸用、麻糸、麻紐、麻布や麻袋等黄麻製品の販売。
- 包装資材：製粉、精米、石油化学原料などの包装容器として、重包装用紙袋、肥料用PE袋、ダンボール、フレコン等の製造販売。

### ボルカノ食品事業
- スパゲッティの製造販売。
- 輸入パスタや、北陸工場で生産しているパスタ用レトルトソース・スープ・カレーなど、各種のレトルトソースの販売。
- イタリアからの直輸入オリーブオイル、トマト缶、バルサミコ酢、アンチョビの販売。

### マット事業
- 自動車用マット：自動車用フロアーマット、高級カーペットの製造・販売。
- ゴルフ用品：ゴルフ練習場向人工芝マットやキャディバッグ、ダッフルバッグ等ゴルフ用アクセサリーの製造販売。

### 過去の事業
- 水産事業：和歌山県白浜町における鮎の養殖。2011年の台風12号被災からの復興が困難なため、2012年3月で廃止となった。
- ホテル事業：砺波市「ニチマ俱楽部」。1990年に旧富山工場跡地を利用して開業。利用低迷のため2010年3月末閉業。その後跡地とその周辺土地はアルビスに賃貸され[13][14]、ショッピングモール「イータウンとなみ」となっている。

## 関連会社
連結子会社
- サハキット ウィサーン カンパニー リミテッド（タイ）[2]
- サハキット ウィサーン ジャパン株式会社[2]

持分法適用関連会社
- PCP Sahakit India Limited Liability Partnership.（インド）[2]